# 陈一丹
陈一丹（1971年—），原名陈惠龙，籍贯广东潮阳（今广东省汕头市潮南区），出生于广东惠州，成长于深圳，中国企业家。
先后在深圳大学取得化学学士学位、南京大学取得法学硕士学位；2019年获得新加坡管理大学工商管理博士学位。腾讯集团主要创始人之一，于2013年3月正式卸任腾讯公司首席行政官（CAO）一职，改任腾讯终身荣誉顾问，腾讯公益慈善基金会发起人兼荣誉理事长。现任深圳市版权协会会长，深圳总商会荣誉副会长，中国互联网协会政策与资源工作委员会委员，中国专利保护协会副会长，中国企业公民委员会副会长，中国版权协会副理事长。
陈一丹被誉为“中国互联网公益教父”、“互联网公益第一人”。以“办学不取回报”的方式，投资举办武汉学院，开启国内非营利性民办公益大学的先河；带领腾讯开创多项创新性的公益项目，成为第一位获得“中华慈善奖”的互联网企业家，获颁中华慈善奖“最具爱心慈善楷模”、中国十大慈善家。第十三届中国慈善榜发布，陈一丹以2.92亿元的捐赠位列慈善家榜单首位，成为新一届中国首善。2016年6月7日，胡润研究院发布《2016胡润慈善榜》，陈一丹捐赠排第二位，主要捐建武汉学院以及设立教育奖项“一丹奖”。 2016年11月29日，中国慈善联合会发布了《2015年度慈善捐助报告》，陈一丹一年捐款20亿成“中国首善”。2017年5月16日，陈一丹列福布斯中国慈善榜榜首，以年度捐赠23.7亿现金成为“中国首善”。

## 早年经历
陈一丹，原名陈惠龙，1971年出生，祖籍潮阳，成长于深圳。父亲陈焕武是当地乡贤，后成为银行支行行长。陈一丹与马化腾是中学和大学同学。1993年于深圳大学取得化学学士学位，1996年于南京大学取得法学硕士学位。后在深圳出入境检验检疫局工作。

## 互联网生涯

### 创办腾讯
1998年，马化腾、张志东、许晨晔、陈一丹、曾李青一起创立了腾讯公司。陈一丹担任腾讯公司首席行政官（CAO），全面负责腾讯公司行政、法律、知识产权、政府关系、政策发展、管理机制、人力资源以及公益慈善基金等事务。

### 卸任腾讯
2013年3月21日上午消息，腾讯宣布公司主要创始人之一首席行政官陈一丹将卸任，未来将担任公司的终身顾问。陈一丹在致员工信中表示，两年前就给马化腾及其他几位创始人和公司总裁刘炽平发了一封邮件，正式提出希望确定一个“交棒”的时间，然后时间倒推来完成“交棒”的安排。

### 创立深圳版权协会
2006年9月，陈一丹发起筹建深圳首家版权保护组织。陈一丹联合深圳文化传媒企业：深圳市广播电影电视集团、深圳报业集团等公司，还有高新科技企业，比亚迪、创维、大族激光、同洲电子等发起成立了深圳市版权协会，并被推选为首届会长。

## 公益与社会活动

### 腾讯公益

#### 腾讯公益与互联网公益
陈一丹一直以来都在社稷民生方面倾注了巨大的热忱。其所主管的行政部，代表腾讯公司长期积极投身到国家的各项救灾、扶贫、帮困等社会慈善事业中，捐赠数达百万元。
2002年12月，腾讯向广东省贫困山区教育基地和小学捐赠了一批电脑，以改善教学条件，支持教育事业。
2003年3月为腾讯社区身患白血病的网友设置“捐款专题报道”页面，利用网络的力量加上腾讯员工的捐款筹款30万元，挽救了一个花季少女的生命。
2003年非典期间，腾讯向小汤山医院赠送了价值10万元的笔记本电脑、摄影头、上网设备及软件等，为小汤山的医护人员提供了与外界交流的渠道。
2004年，与深圳市税务局联合推出的“QQ形象税官代言人”，凭借QQ的公众形象，普及税务知识。
2005年初拍卖全球唯一的“88888”QQ号获26万元捐赠于东南亚海啸受难国。
2005年8月，腾讯网启动“大河之旅--环保中国2005黄河万里行”大型公益宣传活动，再度唤起社会公民的环保意识。
2006年9月，在陈一丹的组织策划下，腾讯投入超过2000万元启动了腾讯公益慈善基金会 这是中国互联网企业首次以设立基金会的形式，服务公益事业。而陈一丹也被誉为了当代中国“互联网公益第一人”的称号。2013年，腾讯网络募集善款超过1.5亿元，成为国内首个直接筹款过亿的网络公益平台。 

#### 腾讯公益与非遗文化
陈一丹曾带领腾讯公益慈善基金会展开一系列非遗保护公益活动，包括2009年开展的“新乡村行动” 、如2010年开展的“非遗传承•雷山苗族文化保护与传承”活动 等。“新乡村行动”是在当地开展以教育发展帮扶为主，兼顾环境保护和少数民族非物质文化遗产保护与传承在内的一系列公益项目。  

### 个人公益

#### 发起陈一丹基金会
陈一丹于2013年3月发起成立深圳市陈一丹公益慈善基金会。

#### 关注非遗文化传承
陈一丹个人先后资助出版了大型画册《苗装》、《苗绣》、 《刀郎人》、《贵州原生态民歌》、《百苗图》等非物质文化遗产项目。

#### 倡立腾讯传统文化频道
陈一丹倡立腾讯传统文化频道（儒学频道、佛学频道、道学频道），2013年6月26日正式上线。腾讯公司主要创始人、终身荣誉顾问、腾讯公益慈善基金会发起人兼荣誉理事长陈一丹为儒释道频道寄语：“复兴文化信仰，弘扬和传播中华优秀传统文化，是现代媒体人的责任。”这就是腾讯儒释道三个频道的使命。

#### 年度捐贈
於2015年，陈一丹總共捐款20亿成為“中国首善”
2016年，陈一丹總共捐款23.7亿，於2017福布斯中国慈善榜排首位。

## 教育志业

### 一丹奖
2016年5月22日，陈一丹宣布捐赠25亿港元（约3.2亿美元）设立全球最具规模的教育奖项“一丹奖”。“一丹奖”奖项设立的初衷在于希望表彰为教育作出卓越贡献的个别人士或不超过三人组成的跨界团队——包括教师、研究人员、学者、政策决策者及社会运动家等，并根据创效投资的原则向得奖人授予项目奖金。

### 武汉学院
2009年，陈一丹投资与中南财经政法大学合办的武汉学院，成为学校举办人。以公益办学为宗旨，通过成立一丹教科文发展有限公司，首期投资20亿元，作为武汉学院的投资举办方加大投资力度。 
2015年，武汉学院转设为民办本科高校。 

#### 陈一丹奖教奖学金
2010年1月陈一丹捐赠了1000万元人民币在武汉学院设立“陈一丹奖教奖学金”，至今已经开展5届。这笔奖金主要用于奖励优秀教师开展相关科研和教学创新项目和奖励品学行全面发展的在读学生。

#### 武汉学院图书馆
2013年，陈一丹宣布捐赠3000万元，与校方共建武汉学院新图书馆。
2014年，陈一丹又加赠2000万元用于武汉学院图书馆的图书购置建设，藏书将达100万册，同时在图书馆内设立典籍库，成为国内高校里规模最大的典籍藏馆之一。

### 深圳明德实验学校
2013年，深圳市福田区政府与腾讯公益慈善基金会签署合作办学框架协议，创办了深圳明德实验学校。陈一丹发起的腾讯公益慈善基金会捐资5000万元，联合福田区政府发起教育实验基金会，探索国内首家“公立非公办”办学模式。深圳明德实验学校是一所十二年一贯制的公立委托管理学校，是为推动教育综合改革，探索教育国际化、现代化办学模式的改革实验校。第一届校董会主席由陈一丹出任。

### 田心中学

#### 慈英楼
2012年，陈一丹通过中国儿童少年基金会捐赠1350万元建设田心中学高中部慈英楼及教育配套设施。同年8月31日，由陈一丹捐建的潮南区陇田镇田心中学高中部教学楼——慈英楼落成，标志着田心片区长达31年来无高中部的历史正式结束。落成的慈英楼，占地1015平方米，建筑面积4597.2平方米。楼高5层，可提供1000个高中学位，大楼还配套了现代化语音室、计算机房、操场及跑道等教学设施。

#### 慈英奖学金
陈一丹增设了150万慈英奖学金，为期10年，对各级高中生入学、高考等成绩优异者给予奖励及资助。

## 社会职务
- 深圳市第四届、第五届政协代表。[37]
- 湖北省第十一届政协代表。[38]
- 广东省第十二届人代表。[39]
- 中国互联网协会政策与资源工作委员会委员。
- 中国专利保护协会副会长。
- 中国企业公民委员会副会长。
- 中国版权协会副理事长。
- 深圳市版权协会创会会长。
- 深圳总商会荣誉副会长。[40]

## 个人荣誉
- 2007年“深圳十大杰出青年”候选人。[41]
- 2007年“企业公民特别贡献奖”。[42]
- 2009年“中国版权产业风云人物”。[43]
- 2010年度十大公益新闻人物。[44]
- 2012年，全国知识产权保护最具影响力人物[45]
- 2012年，“中国儿童慈善奖—杰出贡献奖”。[46]
- 2012年，获“汕头市荣誉市民”称号。[47]
- 2013年，中华慈善奖“最具爱心慈善楷模”奖。[48]
- 2013年，中国十大慈善家。[49]
- 2013年，中国版权事业卓越成就者奖。[50]
- 2014年，“中国儿童慈善奖-感动春蕾”。[51]